# فيتناموكالاموس (نبات)
نبات فيتناموكالاموس Vietnamocalamus هو جنس من النباتات المزهرة التي تنتمي إلى عائلة النباتات النجيلية .  والتي موطنها الاصلي في جمهورية فيتنام في قارة آسيا  من انواعها :  Vietnamocalamus catbaensis T.Q.Nguyen و فيتناموكالاموس catbaensis TQNguyen